# August Vecchioni
August Napoleon Vecchioni (* 10. Januar 1826 in Zweibrücken; † 14. Februar 1908 in München) war ein deutscher Journalist, Verleger und liberaler Politiker.

## Leben
August Napoleon Vecchioni wurde als Sohn eines aus Frankreich stammenden Kaufmanns und seiner pfälzischen Ehefrau in Zweibrücken geboren. Im Jahr 1830 siedelte die Familie nach München über. Seine höhere Schulausbildung genoss August Vecchioni am Gymnasium in Speyer. Im Oktober des Revolutionsjahrs 1848 schrieb er sich an der Universität München ein. Als Mitglied mehrerer demokratischer Vereine begann er in dieser Zeit seine journalistische Tätigkeit und übernahm im Dezember 1848 die Redaktion des regierungskritischen Tagblatts „Gradaus“. Im April 1849 wurde Vecchioni in München als Redakteur des „Gradaus“ wegen verschiedener in seinem Blatt erschienenen Artikel verhaftet und im Sommer desselben Jahres unter dem Vorwurf der Majestätsbeleidigung vor Gericht gestellt. Trotz Freispruchs in diesem viel beachteten Prozess wurde er jedoch anschließend vom Senat der Universität München für drei Jahre vom Besuch derselben ausgeschlossen.
Dies hinderte Vecchioni zwar nicht an der Fortsetzung seiner journalistischen Tätigkeit, erschwerte aber langfristig die Begründung einer gesicherten Existenz, zumal er sich im März 1850 verehelicht hatte. Nach einem weiteren Prozess im August 1850, wegen „Mißbrauchs der Presse“, sah er sich veranlasst, im Oktober 1850 mit seiner Frau und zwei Kindern nach Nordamerika auszuwandern. Fünf Jahre später kehrte er nach München zurück und begründete dort 1859 die kurzlebige politische Tageszeitung „Der Staatsbürger“, die erneut von polizeilichen Zensurmaßnahmen betroffen war.
Im Sommer 1862 übernahm er die Leitung der kurz zuvor von Julius Knorr erworbenen „Münchner Neuesten Nachrichten“, die sich die Stärkung der liberalen Bewegung in Bayern auf die Fahnen geschrieben hatte. Von dieser Stellung trat Vecchioni nach zwei Jahrzehnten des Einsatzes für die liberale Sache, kurz nach dem Tod seines Freundes und Förderers Julius Knorr, im September 1881 zurück. In politischer Hinsicht war und blieb er der bayerischen Fortschrittspartei verbunden, die er seit 1863 als Mitglied, und von 1869 an durch den Entwurf fast aller Wahlprogramme für die Landtags-, Reichstags- und Gemeindewahlen unterstützte. Durch diese seine vielseitig wirksame Tätigkeit erwarb er sich schließlich den Ruf als „Vater des Münchener Liberalismus“.
Im Februar 1908 starb August Vecchioni nach kurzer Krankheit im Alter von 82 Jahren.

## Grabstätte
Die Grabstätte von August Vecchioni befindet sich auf dem Münchner Waldfriedhof (Grabnr. 36-W-4).